# Ali Baba and 40 Thieves
Ali Baba and 40 Thieves (アリババと40人の盗賊?, Ari Baba to 40-ri no tōzoku) è un videogioco d'azione per arcade basato sulla favola Alì Babà e i quaranta ladroni appartenenente a Le mille e una notte, sviluppato da ICM e pubblicato nel 1982 da SEGA. Il titolo non è in alcun modo relazionato al gioco di ruolo uscito l'anno prima. Ebbe un'unica conversione, per l'home computer MSX.

## Modalità di gioco
Ali Baba and 40 Thieves è ambientato in un unico schema labirintico a schermata fissa con visuale sopraelevata. Nel gioco viene controllato per l'appunto Alì Babà, che appare come una faccia tonda gialla dotata di arti e con indosso quello che sembra un ibrido tra un turbante rosso e un berretto da pirata. All'interno del labirinto ci sono anche i 40 ladroni e Captain Thief, che come il protagonista sono facce tonde colorate ma provviste solo di gambe.
La sessione inizia con Ali Baba che, in automatico, irrompe nel nascondiglio dei ladri (posto nella parte superiore dello schermo) e ruba sette sacchi di denaro portandoli al suo covo (posto invece in quella inferiore). A quel punto i 40 ladroni cercheranno di riprendersi il bottino, e il giocatore semplicemente dovrà toccarli per sbarazzarsi di loro e passare al livello successivo. Ogni volta che un ladrone riporta un sacco al nascondiglio questo non può più essere recuperato; nel caso i ladroni abbiano tutti e sette i sacchi una delle vite a disposizione viene persa. La vita la si può perdere quando Ali Baba dovesse scontrarsi con Captain Thief, il quale lo insegue sempre. L'unica mossa offensiva del giocatore contro di lui è la capacità di rilasciare punte stellate per farlo allontanare.
Ogni tanto, al centro del labirinto appaiono delle tessere con un punto interrogativo. Raccogliendone una, l'effetto che ne deriva è casuale per un breve periodo di tempo: la parte superiore dello schermo si apre (appare la frase "Open Sesame"), consentendo ad Ali Baba di recuperare alcuni sacchi dal nascondiglio dei ladri; Ali Baba si muoverà più velocemente; Ali Baba o Capitan Thief cresceranno di dimensioni, diventando più pericolosi.

## Cloni
Un clone per il ZX Spectrum era distribuito da Suzy Soft nel 1985 sotto il nome di Ali Baba.